# 滋賀県立彦根東高等学校
滋賀県立彦根東高等学校（しがけんりつ ひこねひがしこうとうがっこう, Shiga Prefectural Hikone Higashi High School）は、滋賀県彦根市金亀町に所在する県立高等学校。
彦根藩藩校以来の200年以上の歴史を持つ。

## 概要
歴史
彦根藩藩校の流れをくむ「第三大学区第十一番中学区彦根学校」（1876年（明治9年）創立）を前身とする。旧制中学校を経て、1948年（昭和23年）に新制高等学校となった。数回の改編を経て、1952年（昭和27年）に全日制課程普通科の「滋賀県立彦根東高等学校」となり、現在に至る。
設置課程・学科
全日制課程 普通科（うち1学級はグローバル・サイエンスコース）
校訓（建学の精神）
「赤鬼魂」- 彦根藩井伊氏の赤備えにちなむ。
校章
彦根城の別名・金亀城にちなんで、金色の三盛亀甲を校章としている。1949年（昭和24年）に制定された。
校歌
1952年（昭和27年）に制定。作詞は旧制・彦根中学校29回卒業生の吉田精一、作曲は古関裕而による。歌詞は4番まであり、各番に校名の「彦根東」とシンボルツリーの銀杏が登場する。
同窓会
「金亀会」と称している。
校地
彦根城の内堀と中堀に挟まれた旧彦根藩家老屋敷跡にある。

## 沿革
前史（藩校時代）
- 1798年（寛政10年）春 - 彦根城内の西内曲輪（現・彦根市立西中学校の校庭）に「藩校」が完成。
- 1799年（寛政11年）7月 - 藩校を「稽古館」と命名。
- 1830年（天保元年）6月 - 「弘道館」と改称。
- 1869年（明治2年）10月 - 「文武館」と改称。
- 1870年（明治3年）
  - 4月 - 「学館」と改称。
  - 11月 - 「学校」と改称。
- 1872年（明治5年）- 「学校」（藩校）が廃止される。

正史
- 1876年（明治9年）8月 - 「第三大学区第十一番中学区彦根学校」（共立）が元川町に開校。初代校長に外村省吾が就任（創立年[1]）。
- 1877年（明治10年）7月 - 「彦根伝習学校」（県立）と改称。
- 1879年（明治12年）2月 - 「彦根初等師範学校」と改称。
- 1880年（明治13年）
  - 4月 - 彦根初等師範学校が廃止され、「彦根中学校」（公立）が開校。
  - 9月 - 半年あまりで彦根中学校が廃止される。
  - 11月 - 「彦根公立中学校」が開校。
- 1887年（明治20年）5月 - 中学校令公布により、「滋賀県尋常中学校」に改称。
- 1889年（明治22年）4月 - 現在地に新校舎が完成し、移転を完了。
- 1894年（明治27年）2月 - 校友会（生徒会）「崇廣会」を組織。
- 1898年（明治31年）2月 - 県内に尋常中学校が新設[2]されることとなり、区別のため「滋賀県第一尋常中学校」に改称。
- 1899年（明治32年）
  - 2月 - 校旗を制定。
  - 4月1日 - 中学校令の改正により、「滋賀県第一中学校」に改称（「尋常」が除かれる）。
- 1901年（明治34年）6月 - 「滋賀県立第一中学校」と改称（県の後に「立」が加えられる）。
- 1908年（明治41年）4月1日 - 「滋賀県立彦根中学校」と改称。
- 1910年（明治43年）10月 - 皇太子が来校し、授業を参観。
- 1914年（大正3年）9月 - 行啓記念文庫を創設。
- 1915年（大正4年）5月 - 校舎を改築。
- 1917年（大正6年）11月 - 陸軍特別大演習の大本営となる。
- 1918年（大正7年）9月 - 同窓会を設立。
- 1923年（大正12年）5月 - 校歌「湖べの春」を制定（旧校歌）。
- 1929年（昭和4年）4月 - 奉安殿が完成（終戦後間もなく解体）。
- 1932年（昭和7年）8月 - 寄宿舎を廃止。
- 1933年（昭和8年）5月 - 新講堂が落成。
- 1943年（昭和18年）4月1日 - 中等学校令の施行により、この時の入学生から修業年限が従来の5年から4年に短縮される。
- 1944年（昭和19年）- 勤労動員が始まる。
- 1945年（昭和20年）
  - 3月 - 教育ニ関スル戦時非常措置方策に基づく修業年限4年施行の前倒しにより、4年生と5年生の合同卒業式が行われる。
  - 4月1日 - 授業を停止。勤労動員は継続。
  - 8月15日 - 終戦。
  - 9月 - 授業を再開。
- 1946年（昭和21年）4月1日 - 修業年限が5年に戻る。
- 1947年（昭和22年）4月1日 - 学制改革（六・三制の実施、新制中学校の発足）
  - 旧制中学校の募集を停止（1年生が不在）。
  - 新制中学校を併設（以下・併設中学校）し、旧制中学校1・2年修了者を新制中学2・3年生として収容。
  - 併設中学校はあくまで経過措置として暫定的に設置されたため、新たに生徒募集は行われず、在校生が2・3年生のみの中学校であった。
  - 旧制中学校3・4年修了者に関してはそのまま旧制中学校に在籍し、4・5年生となった（4年修了時点で卒業することもできた）。
- 1948年（昭和23年）
  - 4月1日 - 学制改革（六・三・三制の実施、新制高等学校の発足）により、旧制中学校が廃止され、新制高等学校「滋賀県立彦根東高等学校」が発足。
    - 旧制中学校卒業生（5年修了者）を新制高校3年生、旧制中学校4年修了者を新制高校2年生、併設中学校卒業者（3年修了者）を新制高校1年生として収容。
    - 併設中学校は「滋賀県立彦根東高等学校付設中学校」（以下・付設中学校）として継承され、在校生が1946年（昭和21年）に旧制中学校へ最後に入学した3年生のみとなる。

  - 8月 - 高等女学校を前身とする滋賀県立彦根西高等学校の2・3年生が移管される。その代わり付設中学校を滋賀県立彦根西高等学校へ移管・統合[3]。
  - 9月 - 定時制（普通科）を設置。
- 1949年（昭和24年）
  - 4月1日 - 高校三原則に基づく滋賀県内の公立高校再編が行われる。
    - 県立3校（彦根東高等学校・彦根西高等学校・彦根南高等学校）が統合され、統合制の「滋賀県立彦根高等学校」が発足。
    - 旧3校の校舎はそれぞれ「東校舎」・「西校舎」・「南校舎」として継続使用される。

  - 7月 - 現校章を制定。
- 1952年（昭和27年）
  - 4月1日 - 滋賀県立彦根高等学校が3校に分割され、総合制を解消する。
    - 東校舎が「滋賀県立彦根東高等学校」（再）、西校舎が「滋賀県立彦根西高等学校」（再）、南校舎が「滋賀県立短期大学附属工業高等学校」として独立。
    - 滋賀県立彦根東高等学校の学科は普通科単独となる。

  - 10月 - 現校歌「開けよこの窓」を制定。
- 1959年（昭和34年）7月 - 体育館（現・武道場）が完成。
- 1960年（昭和35年）12月 - 第二本館が完成。
- 1962年（昭和37年）
  - 3月 - 第一本館が完成。
  - 8月 - 図書館が完成。
- 1966年（昭和41年）9月 - プールが完成。
- 1967年（昭和42年）10月 - 創立80周年を記念し、御座所を第二本館東側に移築。
- 1970年（昭和45年）
  - 1月 - 天体観測ドームが完成。
  - 11月 -  同窓会を「金亀会」と称する。
- 1971年（昭和46年）3月 - 定時制給食室が完成。
- 1978年（昭和53年）10月 - 同窓会館「銀杏会館」が完成。
- 1981年（昭和56年）8月 - 新体育館（現・体育館）が完成。
- 1987年（昭和62年）10月 - 創立100周年[4]記念式典を挙行。史料館が完成。御座所を再度移築。創立起点を彦根学校開校時（1876年（明治9年））に確定。
- 1996年（平成8年）
  - 4月 - 2学期制を開始。
  - 10月 - 創立120周年を記念し、初代校長外村省吾顕彰碑を建立。
- 1998年（平成10年）4月 - 65分授業を開始。
- 2003年（平成15年）4月 - 55分授業を開始。
- 2004年（平成16年）4月 - 文部科学省よりスーパーサイエンスハイスクール（SSH）に指定される（3年間）。
- 2005年（平成17年）4月1日 - 全日制課程 普通科にスーパーサイエンス（SS）コースを設置。
- 2007年（平成19年）4月 - 文部科学省よりスーパーサイエンスハイスクール（SSH）に指定される（5年間）。
- 2009年（平成21年）3月 -　第81回選抜高等学校野球大会21世紀枠として出場
- 2009年（平成21年）4月 - 土曜活用（教室開放）を開始。1年生宿泊オリエンテーションを開始。
- 2011年（平成23年）11月 - 耐震改修・リニューアル工事に着手。
- 2012年（平成24年）4月 - 50分×7限授業（水・木曜日は6限）を開始。コアスーパーサイエンススクール（SSH）に追加指定される。
- 2013年（平成25年）7月 - 第95回全国高等学校野球選手権大会滋賀県代表として初出場
- 2017年（平成29年）
  - 3月 - 定時制（普通科）が閉課程となる。
  - 8月 - 第99回全国高等学校野球選手権大会滋賀県代表として出場し、甲子園初勝利をおさめる[5]。
- 2022年（令和4年）  
  - 4月 - スーパーサイエンスハイスクール（SSH）指定終了に伴い新たにWWL（ワールド・ワイド・ラーニング）コンソーシアム構築支援事業における拠点校に指定される。
  - 4月 - スーパーサイエンス（SS）コースを廃止しグローバル・サイエンスコース（GS）を設置。

## 学園祭
学園祭は6月末に開催され、学年縦割りの団ごとに文化の部（文化祭）と体育の部（体育祭）の各種部門を競い合う。文化の部では1年は団合唱と壁新聞、2年は団舞踊（ソーラン節）、3年は団公演（演劇）を披露する。また文化部や有志による出し物やコンサートもあるが、クラスごとの模擬店や出し物は行われない。体育の部では応援合戦や団対抗・クラス対抗の各種競技が行われる。2009年度（平成21年度）より「東鬼祭（とうきさい）」という名がついた。

## 部活動

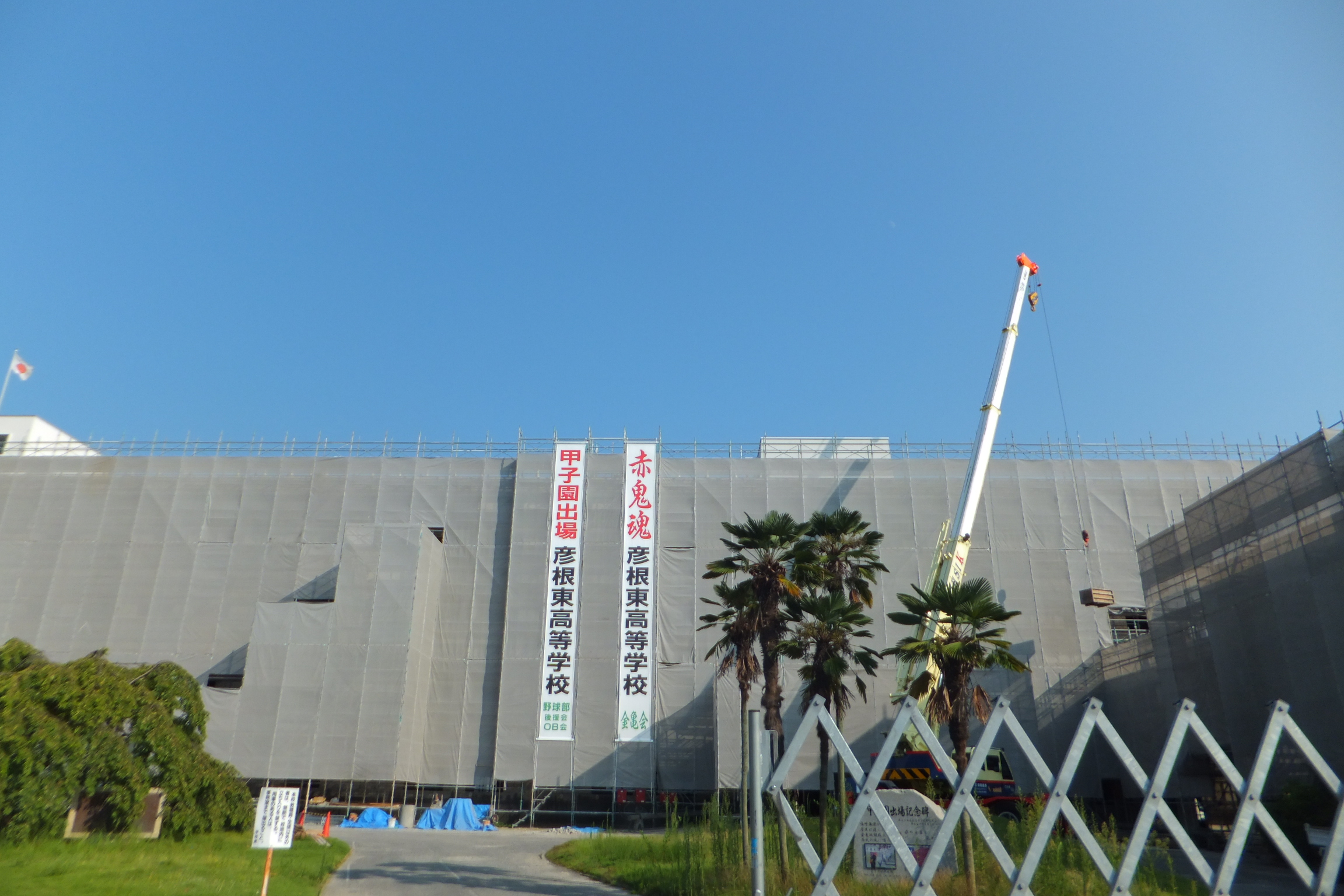
第95回全国高等学校野球選手権大会に出場したことを記念して掲げられた垂れ幕

｢文武両道｣を目指し、学業だけでなく各クラブ活動においても優秀な成績を修めている。例えば、文化部では新聞部が滋賀県高等学校学校新聞コンテスト最優秀賞（前身びわ湖放送賞、現知事賞）を43年連続で、全国高校新聞年間紙面審査賞（全国高等学校総合文化祭にて表彰）を12年連続で受賞（ともに2022年度時点）しており、全国高校新聞コンクール（大東文化大学主催、朝日新聞社後援ほか）でもトップクラスの賞を受賞している。近年は囲碁部の活躍が顕著で、全国高等学校囲碁選抜大会で男女とも団体戦での全国準優勝、（男子：平成31年，女子：平成27年）文部科学大臣杯全国高校囲碁選手権大会女子団体戦で７年連続全国ベスト８以上入賞を果たしている。運動部でも野球部が2013年夏（第95回）に滋賀県代表として初出場を決めた。
文化部
- 新聞
- GS（グローバル・サイエンス）
  - 物理班
  - 化学班
  - 生物班
  - 地学班
  - 数学班
  - 社会科学班
- 美術
- 茶道
- 文芸
- E.L.C（English Learning Club）
- 吹奏楽
- 箏曲
- 囲碁
- 演劇
- 将棋
- 料理
- クイズ研究会
- かるた同好会

運動部
- 野球
- ボート
- バスケットボール
- バレーボール
- ハンドボール
- 卓球
- 陸上競技
- ソフトテニス
- バドミントン
- 弓道
- 剣道
- サッカー
- 水泳

## キャラクター
「ぎんにゃん」という公式キャラクターがある。生徒会と新聞部の呼びかけで2008年末から2009年初めにかけて行われた校内公募、生徒投票によって選ばれた。白い体をしたネコで、頭にはスクールシンボルであるイチョウの葉、首にはスクールカラーである赤のスカーフを校章で留めている。
ぎんにゃんの企画・運営は新聞部を中心に行われている。新聞部が発行する高校新聞や学校案内パンフレットなどで使用されるほか、2009年度の文化祭では新聞部部員と顧問らが手作りで製作した着ぐるみが登場した。同年7月2日に彦根市内の商店街で開催された「彦根七夕まつり2009」で初の校外デビューを果たし、同年10月23 - 25日に同市内で開催された「ゆるキャラまつりin彦根〜キグるミさみっと2009〜」にも唯一の高校ゆるキャラとして参加した。2010年（平成22年）4月4日に同市内の荒神山公園で開催された｢かくれんぼギネス｣に参加し、188人が1時間以上かくれんぼを続け、ギネス記録を達成した。これにより、ぎんにゃんはギネス記録保持者の一員となっている。2010年度の文化祭では、新たに顔出し看板（応援旗を持ったぎんにゃんの両隣りに制服を着た男子・女子生徒の顔抜き）が同部によって製作された。「ゆるキャラまつりin彦根〜キグるミさみっと2010〜」では同校中庭にあるイチョウの木で採れた銀杏の実を来場者に配布した。同時にサブイベントとして行われたゆるキャラの人気投票である「ゆるキャラグランプリ」では記名投票の部で「ひこにゃん」の356票に次ぐ82票で第2位となった。その後も、ぎんにゃんは学校行事を基本として、校外では｢彦根七夕まつり｣や｢ゆるキャラまつりin彦根〜キグるミさみっと〜｣への参加を続けている。

## その他

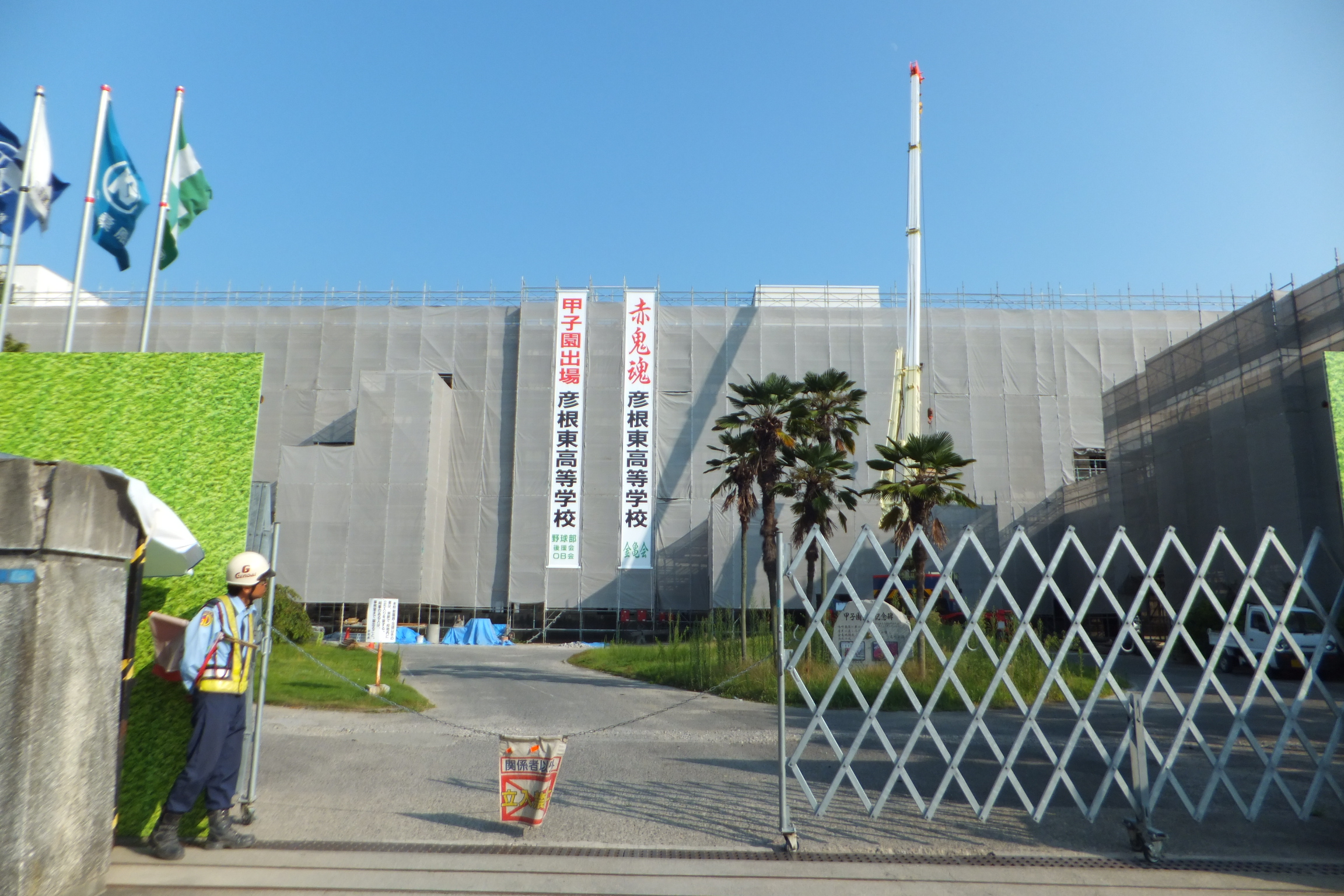
耐震工事をしている校舎
2013年8月14日撮影

- 弘道館時代の講堂は「金亀会館」の名で彦根市中央町に現存しており、2007年（平成19年）1月25日に市の文化財に指定されている。
- 校舎内は全て一足制（土足）であり、上履きを履く必要がない。
- 始業・終業チャイムにクラシック音楽が採用されており、始業時にはピアノ協奏曲第1番変ロ短調第1楽章、終業時には愉快な鍛冶屋が流れる。
- 体育館の脇に「御座所」と呼ばれる木造建築がある。1914年（大正3年）に建てられ、1917年（大正6年）に大正天皇が秋季陸軍特別大演習のため彦根を訪れた際には天皇の御座所として使用された。現在は文化部の活動場所として活用されている。
- 「東高体操」という独自の体操がある。約50年前に当時の体育科教師が考案したもので、校歌をアレンジした伴奏に合わせて男女で異なる複雑な動きをこなす。1年生の体育科の授業で集団行動の次に取り組むものであり、体操の動作をすべて覚えるまで単位が認定されない。そのため、生徒からは真の入学試験と呼ばれている。
- 3月に開催されるクラス対抗の球技大会では、フットサルやバスケットボールなどの一般的な球技に加えて、彦根市で盛んなカロムの競技も行われる。
- 2009年（平成21年）3月の21世紀枠による56年ぶり3度目となる選抜高等学校野球大会（第81回）への出場では、スタンドを真っ赤に染めた応援により、応援団賞で最優秀賞を受賞した。
- 2009年度から1年生宿泊オリエンテーションが始まった。これは4月下旬に一泊二日で長浜市内にて行われるもので、自学自習の精神を学ぶための数時間の自習を中心に、卒業生のパネルディスカッションや数学講師である鍵本聡の講演、レクリエーションとして長浜ドームでのクラス対抗大縄跳び大会などがある。
- 校舎は築50年近くが経ち耐震強度の不足が問題となっていた。そこで、2011年度（平成23年度）末から3年かけて耐震改修工事が行われることが決定した。同時に、老朽化に対するリニューアル工事も同時に行われるほか、県立学校としては49年ぶりとなる木造校舎も新築され、特別教室が入る。校地が国の史跡である彦根城内にあることから、掘削を伴う建て替えは困難であり、あくまで耐震補強工事という形となった。ちなみに、過去に城内にあった近江高等学校は1982年（昭和57年）の改築時に全面移転している。

## 著名な出身者

### 藩校時代
- 増島六一郎 - 中央大学創立者の一人、日本中学創立者。
- 相馬永胤 - 政治家、横浜正金銀行頭取、専修大学創立者。
- 西村捨三 - 初代内務省警保局長、農商務次官、農商務大臣、司法大臣、大阪府知事。

### 旧制中学以降

#### 政治・行政・自衛隊・旧日本軍
- 小椋正清 - 東近江市長
- 川端達夫 - 第66代衆議院副議長、第15代総務大臣兼内閣府特命担当大臣（沖縄及び北方対策、地域主権推進）兼地域活性化担当大臣（野田内閣・野田第1次改造内閣・野田第2次改造内閣）、第12-13代文部科学大臣、内閣府特命担当大臣（科学技術政策）（鳩山由紀夫内閣・菅直人内閣）、衆議院議員（10期）、第6代民主党幹事長
- 北野憲造 - 陸軍士官学校校長、朝鮮軍参謀長
- 小寺裕雄 - 内閣府大臣政務官（第1次岸田内閣・第2次岸田内閣）、衆議院議員、滋賀県議会議員（3期）
- 小西理 - 滋賀県近江八幡市長、総務大臣政務官（第2次小泉内閣）、衆議院議員（2期）
- 小西哲 - 衆議院議員（1期）
- 田島一成 - 滋賀県彦根市長、環境副大臣（鳩山由紀夫内閣・菅直人内閣）、衆議院議員（4期）、滋賀県議会議員（1期）、彦根市議会議員（2期）
- 徳永久志 - 外務大臣政務官（菅直人内閣・菅直人第1次改造内閣・菅直人第2次改造内閣）、衆議院議員（1期）、参議院議員（1期）、滋賀県議会議員（2期）、教育無償化を実現する会幹事長
- 林久美子 - 文部科学大臣政務官（菅直人第1次改造内閣・菅直人第2次改造内閣）、参議院議員（2期）
- 冨士谷英正 - 滋賀県近江八幡市長（2期）、第85代滋賀県議会議長、滋賀県議会議員（4期）

- 細野豪志 - 内閣府特命担当大臣（原子力防災）（野田第2次改造内閣）、内閣府特命担当大臣（原子力行政）（野田内閣・野田第1次改造内閣・野田第2次改造内閣）、第17代環境大臣、内閣府特命担当大臣（原子力損害賠償支援機構）（菅直人第2次改造内閣・野田内閣）、原発事故の収束及び再発防止担当大臣（菅直人第2次改造内閣・野田内閣・野田第1次改造内閣・野田第2次改造内閣）、内閣府特命担当大臣（消費者及び食品安全）（菅直人第2次改造内閣）、衆議院議員、第13代民主党幹事長
- 松本平 - 農林水産省農村振興局長、農林水産省畜産局長 [7]
- 山本浩章 - 島根県益田市長、益田市議会議員（1期）

#### 法曹・研究者・メディア関係者
- 青木外志夫 - 一橋大学名誉教授、経済地理学会会長
- 近藤達夫 - 大阪外国語大学名誉教授
- 沢村専太郎 - 京都帝国大学文学部教授
- 周防正季 - 医師、朝鮮総督府らい療養所小鹿島更生園園長
- 西澤茂 - 産業医科大学教授、産業医科大学病院副院長
- 西村惠信 - 花園大学名誉教授
- 野村実 - 防衛大学校教授、名古屋工業大学教授、軍事史学会会長
- 橋本忠太郎 - 植物学者
- 久木幸男 - 横浜国立大学名誉教授
- 廣岡義隆 - 三重大学名誉教授
- 福原紀彦 - 中央大学学長、同総長、大学スポーツ協会会長、日本資金決済業協会会長
- 宝月誠 - 京都大学名誉教授
- 前田博 - 弁護士
- 松宮貴之 - 書論研究家、書家
- 柳田聖山 - 仏教学者、京都大学名誉教授
- 山本有造 - 京都大学名誉教授

#### 投資家・実業家
- 石田退三 - トヨタ自動車工業会長、同社長
- 伊藤茂八郎 - 三興線材工業社長、伊藤忠兵衛基金理事長
- 小田全宏 - 社会企業家
- 住友吉左衛門 - 住友財閥
- 土川健之 - 第14代日本中央競馬会（JRA）理事長
- 中江滋樹 - 投資家
- 中村邦夫 - パナソニック会長、日本経済団体連合会副会長、道州制推進委員長、新日本様式協議会理事長
- 夏原平和 - 平和堂社長、日本チェーンストア協会副会長
- 西川恭爾 - 阪神電鉄社長
- 弘世助太郎 - 第3代日本生命保険社長
- 安居喜造 - 東レ会長、経団連副会長、日本化学繊維協会長
- 山名文和 - お笑い芸人（アキナ）

#### スポーツ・音楽・芸能・メディア関係者
- 荒山沙織 - NHKキャスター（金沢放送局→神戸放送局）
- 柏木るざりん - 音楽家
- ken - ギタリスト、ボーカリスト、作曲家
- 沢田康彦 - 「暮しの手帖」編集長
- 谷良一 - 作家、『M-1グランプリ』創設者、よしもとクリエイティブエージェンシー専務取締役、よしもとファンダンゴ代表取締役社長、よしもとデベロップメンツ代表取締役社長
- 田原総一朗 - ジャーナリスト、ニュースキャスター
- 中川隆 - プロ野球選手
- 花田勝彦 - 陸上競技選手（早稲田大学→エスビー食品所属）、陸上競技指導者
- 松田保 - サッカー指導者

#### 芸術
- 野口謙蔵 - 洋画家
- 瑞智士記 - 小説家
- 宮崎信義 - 歌人
- みやま零 - イラストレーター
- 鷲見康夫 - 抽象画家
- 渡辺公観 - 日本画家

#### その他
- 渥美勝 - 思想家
- 細矢仁 - 日本の建築家、写真家
- 山本高治郎 - 聖路加国際病院名誉院長

## 著名な教職員
- 小出寿之太 - 数学教諭
- 中村確堂 - 漢学者、教育者、旧制彦根中学校校長
- 平瀬作五郎 - 植物学者、旧制滋賀県尋常中学校教諭
- 松尾敬吾 - 熊本バンドの一人、旧制彦根中学校英語教諭
- 西村謙三 - 教育者、郷土史家、旧制滋賀中学校校長
- 渡辺守順 - 仏教史学者、国文学者、教諭